# Euphorbia strictior
Euphorbia strictior là một loài thực vật có hoa trong họ Đại kích. Loài này được Holz. mô tả khoa học đầu tiên năm 1892.